# Giustizieri da strapazzo - Bad Asses
Giustizieri da strapazzo - Bad Asses (Bad Asses) è un film del 2014 scritto e diretto da Craig Moss, con protagonista Danny Trejo e Danny Glover.
La pellicola è il sequel del film Bad Ass del 2012.

## Trama
Frank Vega continua la sua personale lotta contro la criminalità nel suo paese. Quando il suo allievo Manny viene ucciso in una rissa, cercherà nuovamente vendetta, questa volta aiutato da Bernie.

## Promozione
Il primo trailer del film viene pubblicato il 27 novembre 2013.

## Distribuzione
Il film verrà distribuito direct to video in tutto il mondo dalla 20th Century Fox nel 2014.

## Sequel
Nel 2015 esce il terzo capitolo della saga, intitolato Bad Asses - Giustizieri da strapazzo in Louisiana.